# UnOrdinary
unOrdinary es un webcómic de superhéroes escrito e ilustrado por la artista estadounidense Chelsey Han, más conocida como uru-chan (escrito solo con letras minúsculas). Se serializó en Tapas desde noviembre de 2015 hasta enero de 2016; se publica semanalmente en la plataforma Line Webtoon desde mayo de 2016. La historia sigue a un estudiante de secundaria sin poderes llamado John Doe, que se desenvuelve en un mundo lleno de superpoderes. La narrativa se centra en cómo una sociedad basada en la fuerza bruta afecta a quienes se encuentran en la base de la jerarquía y en la brutalidad de las instituciones que la imponen.

## Trama y temas
Ambientada principalmente en la Escuela Secundaria Privada Wellston, la historia presenta a John, un estudiante de segundo año transferido, matriculado en una escuela llena de estudiantes con habilidades sobrehumanas, a pesar de no poseer ninguna, por lo que se le considera un "lisiado". Allí conoce a Seraphina, una estudiante de alto nivel, también conocida como el As de Wellston, capaz de manipular el tiempo. A pesar de estar en los extremos de la jerarquía, Seraphina y John forjan una estrecha amistad.
UnOrdinary aborda temas centrados en la madurez y el drama escolar. También aborda temas como el acoso escolar, el abuso de poder y el trauma mental.

## Publicación
UnOrdinary fue creado por Chelsey Han, quien escribe e ilustra el cómic bajo el seudónimo de uru-chan. Comenzó a serializarse en la plataforma de webtoons Line Webtoon de Naver Corporation desde el 24 de mayo de 2016. Sus capítulos individuales se han recopilado en tres volúmenes hasta la fecha.
La serie comenzó a publicarse en español a través de Line Webtoon el 10 de febrero de 2020. HarperCollins obtuvo la licencia de la serie en España.

### Lista de volúmenes
| Volúmenes publicados | Volúmenes publicados   | Volúmenes publicados | Volúmenes publicados | Volúmenes publicados |
| Número               | Fecha de lanzamiento   | ISBN                 | Fecha de lanzamiento | ISBN                 |
| -------------------- | ---------------------- | -------------------- | -------------------- | -------------------- |
| 1                    | 7 de noviembre de 2023 | ISBN 9780358467809   | 6 de marzo de 2024   | ISBN 9788419802361   |
| 2                    | 2 de julio de 2024     | ISBN 9780358521235   | 28 de agosto de 2024 | ISBN 9788419802613   |
| 3                    | 6 de mayo de 2025      | ISBN 9780063327764   | —                    | —                    |

## Premios y nominaciones
En los Premios Ringo, unOrdinary ganó tres premios en la categoría de Villano Favorito de los Fans en 2017, 2018 y 2020. También recibió una nominación en la categoría Mejor Webcómic en 2017.
| Año  | Premio        | Categoría                    | Nominado            | Resultado | Refs.  |
| ---- | ------------- | ---------------------------- | ------------------- | --------- | ------ |
| 2017 | Premios Ringo | Villano Favorito de los Fans | Arlo, de unOrdinary | Ganador   | [ 15 ] |
| 2017 | Premios Ringo | Mejor Webcómic               | unOrdinary          | Nominado  | [ 15 ] |
| 2018 | Premios Ringo | Villano Favorito de los Fans | Arlo, de unOrdinary | Ganador   | [ 16 ] |
| 2020 | Premios Ringo | Villano Favorito de los Fans | Arlo, de unOrdinary | Ganador   | [ 17 ] |